# Marathon van Honolulu 2003
De marathon van Honolulu 2003 vond plaats op 14 december 2003. Het was de 31e editie van deze marathon. 
De wedstrijd bij de mannen werd gewonnen door de Keniaan Jimmy Muindi in 2:12.59. Het was de derde keer dat hij deze wedstrijd op zijn naam schreef. Bij de vrouwen was de Japanse Eri Hayakawa het snelste. Zij finishte in 2:31.57.
In totaal finishten er 22.136 lopers, waarvan 11.614 mannen en 10.522 vrouwen.

## Uitslagen

### Mannen
| rang   | naam             | land | tijd    |
| ------ | ---------------- | ---- | ------- |
| Goud   | Jimmy Muindi     | KEN  | 2:12.59 |
| Zilver | Mbarak Hussein   | KEN  | 2:15.01 |
| Brons  | Philip Tanui     | KEN  | 2:16.31 |
| 4      | Dawit Trfe       | ETH  | 2:17.30 |
| 5      | Stephen Ndungu   | KEN  | 2:17.38 |
| 6      | David Mutua      | KEN  | 2:18.49 |
| 7      | Wilson Chepkwony | KEN  | 2:25.06 |
| 8      | Takanori Sasaki  | JPN  | 2:27.28 |
| 9      | Satoshi Emoto    | JPN  | 2:28.30 |
| 10     | Hideki Miyama    | JPN  | 2:28.42 |

### Vrouwen
| rang   | naam             | land | tijd    |
| ------ | ---------------- | ---- | ------- |
| Goud   | Eri Hayakawa     | JPN  | 2:31.57 |
| Zilver | Alevtina Ivanova | RUS  | 2:33.49 |
| Brons  | Albina Ivanova   | RUS  | 2:34.36 |
| 4      | Olga Romanova    | RUS  | 2:39.49 |
| 5      | Atsuko Sugawara  | JPN  | 2:45.28 |
| 6      | Mina Ogawa       | JPN  | 2:47.34 |
| 7      | Sayuri Kusutani  | JPN  | 2:52.18 |
| 8      | Joan Samuelson   | USA  | 2:53.54 |
| 9      | Heather Briggs   | USA  | 2:54.12 |
| 10     | Shinobu Kurosaki | JPN  | 2:58.18 |

1973 ·
1974 ·
1975 ·
1976 ·
1977 ·
1978 ·
1979 ·
1980 ·
1981 ·
1982 ·
1983 ·
1984 ·
1985 ·
1986 ·
1987 ·
1988 ·
1989 ·
1990 ·
1991 ·
1992 ·
1993 ·
1994 ·
1995 ·
1996 ·
1997 ·
1998 ·
1999 ·
2000 ·
2001 ·
2002 ·
2003 ·
2004 ·
2005 ·
2006 ·
2007 ·
2008 ·
2009 ·
2010 ·
2011 · 
2012 · 
2013 ·  
2014 ·  
2015 ·  
2016 ·  
2017